# Kanton Le Lamentin-1
Kanton Le Lamentin-1 is een voormalig kanton van het Franse departement Martinique. Kanton Le Lamentin-1 maakte deel uit van het arrondissement Fort-de-France en telt 8.549 inwoners in 2007. Het werd zoals alle kantons van Martinique opgeheven op 1 januari 2016.

## Gemeenten
Het kanton Le Lamentin-1 omvatte uitsluitend een deel van de gemeente Le Lamentin.